# ليف زاسيتسكي
كان ليف ألكسندروفيتش زاسيتسكي (بالروسية: Лев Александрович Засецкий) (9 أغسطس 1920 - 9 سبتمبر 1993) مريضًا لدى أخصائي علم النفس العصبي السوفيتي ألكسندر لوريا، حيث كان يُعاني من إصابةٍ دماغيةٍ شديدة، أفقدته القُدرة على القراءة والكتابة والكلام (كان اختيار الكلمات المُناسبة صعبًا للغاية)، كما عانى من ضعفٍ في الرؤية والذاكرة ووظائف أُخرى. عُرفَّ ليف لمثابرته (التي نجحت إلى حدٍ ما) لاستعادة حياته الطبيعية، كما أنَّ مُشكلته ساعدت عُلماء الإدراك في التعرف على وظائف الدماغ. كتب ليف يومياتٍ حول تجربته، والتي كانت صعبةً للغاية بالنسبة له.
كان ليف يبلغ من العمر 23 عامًا عندما أُصيب في معركة سمولينسك بتاريخ 2 مارس (آذار) 1943، حيث اخترقت رصاصةٌ المنطقة الجدارية القذالية للجمجمة، ودخل بعدها في غيبوبةٍ طويلة المدة. تطور عنده بعدها أحد أنواع العمه، وأصبح غير قادرٍ على إدراك الجانب الأيمن من الأشياء، فكانت غالبًا الأشياء التي يراها تظهرُ على شكل قطعٍ مجزأةٍ بدلًا من أشياءٍ كاملة، كما أنَّ الأمر طال جسده، فلم يكن يُدرك الجانب الأيمن منه؛ أي كان غير مرئيٍ بالنسبة له؛ لذلك كانت التجربة مُرعبة حتى بعد سنوات من الحدث. نشر الأخصائي ألكسندر لوريا، الذي عالج ليف على مدار 26 عامًا، مقتطفاتٍ من يوميات ليف، بالإضافة إلى تفاصيلٍ حول تاريخ الحالة في كتابٍ بعنوان «The Man with a Shattered World: The History of a Brain Wound».
تُوفي ليف زاسيتسكي في 9 سبتمبر (أيلول) 1993 عن عمر ناهز 73 عامًا.